# Шочжоу
Шочжоу (спрощ.: 朔州; піньїнь: Shuòzhōu) — міський округ у китайській провінції Шаньсі.

## Адміністративний поділ
Міський округ поділяється на 2 райони, 3 повіти й 1 міський повіт:
| Карта                                   | Карта    | Карта    | Карта            | Карта       |
| --------------------------------------- | -------- | -------- | ---------------- | ----------- |
| Шочен Пінлу Шаньїнь Їнсянь Ююй Хуайжень |          |          |                  |             |
| Статус                                  | Назва    | Оригінал | Населення (2003) | Площа (км²) |
| Район                                   | Шочен    | 朔城区   | 380 000          | 1 793       |
| Район                                   | Пінлу    | 平鲁区   | 190 000          | 2 314       |
| Повіт                                   | Шаньїнь  | 山阴县   | 220 000          | 1 652       |
| Повіт                                   | Їнсянь   | 应县     | 270 000          | 1 708       |
| Повіт                                   | Ююй      | 右玉县   | 100 000          | 1 965       |
| Міський повіт                           | Хуайжень | 怀仁县   | 250 000          | 1 230       |